# 물백묵
물백묵(Aqua chalk, Liquid chalk)은 고체 분필(chalk)을 액체로 융해시킨 물체이다. 물백묵을 사용하기 위한 칠판은 분필칠판의 색깔에 비닐막을 코팅한 재질이다.

## 같이 보기
- 암벽등반
- 볼더링
- 탄산 마그네슘